# Statielli
Gli Statielli (o Liguri Statielli o anche Liguri Stazielli) erano un’antica popolazione appartenente al gruppo più ampio dei Liguri. La loro capitale era Carystum, dove sorge l’odierna città di Acqui Terme.

## Storia
Gli Statielli erano insediati in un'area che occupava il territorio compreso a ovest e nord dal corso del Tanaro, a est dall’Orba, e a sud dallo spartiacque alpino-appenninico ligure. Zona oggi compresa fra le attuali Province di Alessandria, Savona, Asti e Cuneo.
Durante la prima età del ferro, il territorio oggi corrispondente al basso Piemonte appare abitato da diversi gruppi etnici senza una chiara diversificazione etnica. È solo dal IV secolo a.C. che la popolazione degli Statielli è riconoscibile. L’etnonimo contiene l’elemento tipico celto-ligure -elo- o -ikelo-. L’origine del nome può essere ricondotta alla radice indoeuropea per "stare" e significa dunque "gli indigeni, quelli che occupano un territorio", in contrasto evidentemente con altri gruppi vicini cui viene attribuito un movimento. 
La loro capitale era "Carystum", un oppidum (villaggio fortificato) nella zona dove sorge ora la città di Acqui Terme che, ai tempi dei Romani, fu chiamata Aquae Statiellae. La popolazione occupando un territorio vasto, non risiedeva solo in questo ma si concentrava in altri vari oppida, castellari e villaggi. 
Furono sottomessi dai Romani verso la metà del II secolo a.C. Nel 173 a.C. le legioni romane guidate dal console Marco Popilio Lenate attaccarono il centro di Carystum. Gli Statielli non opposero resistenza. Tuttavia, contravvenendo al diritto di guerra romano, il console ridusse in schiavitù gli Statielli e cominciò a organizzare la vendita di schiavi provenienti da questa popolazione. Un anno dopo, per intervento del Senato di Roma venne posto termine a questo duro trattamento e gli Statielli, riacquistata la libertà, furono via via romanizzati.
Venne fondata la città di Aquae Statiellae a cui, nell'89 a.C. venne estesa la Lex Pompeia con la concessione dello Ius Latii.

## Fonti
Gli Statielli sono conosciuti per le notizie che ci ha tramandato Plinio il Vecchio nella sua opera Naturalis historia, dove sono inclusi tra le varie Tribù di Ligurum celeberrimi ultra Alpes.